# كانتون تورغاو
كانتون تورغاو (بالألمانية: Kanton Thurgau) هو أحد الكانتونات السويسرية، يقع في شمال-شرق البلاد، وتفصله بحيرة كونستانس عن ألمانيا. تبلغ مساحته 991.02 كيلومتر مربع ويٌقدر عدد سكانه بـ 267٬429 نسمة (حسب تعداد ديسمبر 2015).

## التقسيمات الإدارية

### المقاطعات
ينقسم كانتون تورغاو إلى 5 مقاطعات :
| اسم المقاطعة     | العاصمة     | المساحة (كم²) | عدد السكان (31 ديسمبر 2015) | عدد البلديات |
| ---------------- | ----------- | ------------- | --------------------------- | ------------ |
| مقاطعة أربون     | أربون       | 88.8          | 54931                       | 12           |
| مقاطعة فراونفيلد | فراونفيلد   | 279.6         | 65673                       | 23           |
| مقاطعة كروزلينغن | كروزلينغن   | 129.0         | 46591                       | 14           |
| مقاطعة مونكفيلن  | مونكفيلن    | 155.86        | 45978                       | 13           |
| مقاطعة فاينفيلدن | فاينفيلدن   | 227.2         | 54256                       | 18           |
| المجموع (5)      | المجموع (5) | 991.02        | 267429                      | 80           |